# Henri Wallon
Henri Wallon (Parigi, 15 giugno 1879 – Parigi, 1º dicembre 1962) è stato uno psicologo, pedagogista e filosofo francese.

## Biografia
Professore di filosofia al liceo di Bar-le-Duc, poi Medico alla Salpêtrière, assistente di Jean Nageotte, si occupa di psichiatria. Fonda il Laboratorio di psicobiologia del bambino che dirigerà fino alla sua morte, che unirà alla Scuola degli Alti Studi di Parigi.
Professore dell'Università della Sorbona in psicologia dal 1919 al 1936 e del Collegio di Francia dal 1937 al 1950 in psicologia ed educazione dell'infanzia. Il suo insegnamento fu interrotto fra il 1941 e il 1944 dal Governo di Vichy.
Conosciuto come lo psicologo delle emozioni, ha unito lo studio delle strutture fisiologiche a quello delle influenze dell'ambiente e dell'educazione sulla formazione psicologica della persona del bambino.
Ha partecipato alla creazione del circolo della Russia Nuova negli anni '30, sostenitore della Terza Internazionale, nel periodo del governo del Fronte Popolare.
È stato Segretario dell'Educazione Nazionale del governo provvisorio francese fin dalla liberazione di Parigi nel 1944, per alcune settimane. È divenuto in seguito deputato di Parigi alla costituente per il Fronte Nazionale, di cui era vicepresidente, composto in quel momento dalla coalizione fra comunisti e socialisti.
Vicepresidente e poi presidente, alla morte dell'amico fraterno Paul Langevin, della Commissione di riforma dell'insegnamento promossa dal Ministero dell'Educazione Nazionale nel periodo 1945-47. Ha redatto la stesura finale del "Progetto Langevin-Wallon" nel quale ha riportato le conclusioni dei lavori della commissione.

## Opere
- L'enfant turbulent. Alcan Parigi, 1925.
- Les origines du caractère chez l'enfant. P.U.F. Parigi, 1949, 1988.
- Les origines de la pansée chez l'enfant. P.U.F. Parigi, 1945, 1989.